# لكمة الشاوش (ذمار)
لكمة الشاوش هي إحدى قرى الجمهورية اليمنية. تتبع جغرافيا لمحافظة ذمار وإداريًا لمديرية ضوران انس. يبلغ تعداد سكانها 1581 نسمة حسب الإحصاء الذي أجري عام 2004.